# Marcelo Zurita
Marcelo Zurita (São Paulo, 15 de setembro de 1979) é astrofotógrafo, astrônomo amador, microempresário na área de tecnologia, membro da Associação Paraibana de Astronomia e diretor técnico da Bramon, atuando em João Pessoa. Conquistou o 3º lugar geral no II Concurso Nacional de Astrofotografia, divulgado em 29 de janeiro de 2015, com a imagem intitulada 'Trilha de Estrelas e Relâmpagos Sobre João Pessoa', produzida em 2013, e o 2º colocado na sua categoria, “câmera sem telescópio”. Em 25 de novembro de 2016, também foi vencedor do primeiro lugar na categoria “Astronomia” no III Concurso de Imagens em Ciências da Vida promovido pelo Instituto de Ciências Biomédicas da Universidade de São Paulo (ICB-USP), com a imagem da Galáxia de Andrômeda, feita em setembro de 2016, durante o Encontro Paraibano de Astrofotografia (IV EPA!) que aconteceu no Casarão do Jabre, em Matureia.
Zurita foi o primeiro a perceber as descobertas iniciais de chuvas de meteoros feitas por brasileiros, a partir de uma concentração que aconteceu em 2014 e 2015. As chuvas de meteoros foram: Epsilon Gruids (EGR) e August Caelids (ACD), situadas, respectivamente, nas constelações do Grou e do Cinzel.

## Prêmios
| Ano  | Prêmio                                      | Categoria             | Trabalho                                          | Resultado          | Ref.  |
| ---- | ------------------------------------------- | --------------------- | ------------------------------------------------- | ------------------ | ----- |
| 2015 | II Concurso Nacional de Astrofotografia     | Geral                 | Trilha de Estrelas e Relâmpagos Sobre João Pessoa | Venceu em 3º lugar | [ 4 ] |
| 2015 | II Concurso Nacional de Astrofotografia     | Câmera sem telescópio | Trilha de Estrelas e Relâmpagos Sobre João Pessoa | Venceu em 2º lugar | [ 4 ] |
| 2016 | III Concurso de Imagens em Ciências da Vida | Astronomia            | Galáxia de Andrômeda                              | Venceu             | [ 5 ] |